# Arlanc
Arlanc (prononciation /aʁ.lɑ̃/) est une commune française située dans le département du Puy-de-Dôme, en région Auvergne-Rhône-Alpes.
Elle est adhérente du parc naturel régional Livradois-Forez.

## Géographie

### Localisation
Située au sud-est du département du Puy-de-Dôme, Arlanc fait partie du parc naturel régional Livradois-Forez.
Lieux-dits et écarts : la Bachellerie, Baratte, le Barry, la Bellevue, le Bois de Dore, la Borie, la Bosdonie, le Bouchet, Boulamoy, le Bourg, Capartel, Champciaux, Chassaignes Basses, Chassaignes Hautes, Chouvel, Coisse, Collanges, le Colombier, la Combe, Combres, Cours, Croches, Dolore, l'Épisse, Féraudet, la Fontaine de Cayolle, Fouilloux, les Gardettes, les Grivoux, Issandolangettes, les Layes, Loumas, le Marin, les Merleyres, Mons (château de), Montis, Moranges, Morangettes, la Motterie, le Moulin de Chassaignes Basses, la Naute, l'Olme, les Plaines, le Pont, le Pont de Chouvel, le Poyet (à cheval sur la commune de Novacelles), les Prairies, les Ricoux, la Robertie, la Roche, les Sagnets, Sarras, le Solier, Terreneyre, la Tuilerie, le Vachage, Vaureil, le Vignal, la Ville, Vivic.
Huit communes jouxtent Arlanc :
| Saint-Bonnet-le-Chastel | Marsac-en-Livradois | Beurières Chaumont-le-Bourg |
| Novacelles              | Arlanc              | Medeyrolles                 |
| Mayres                  |                     | Dore-l'Église               |

### Géologie et relief

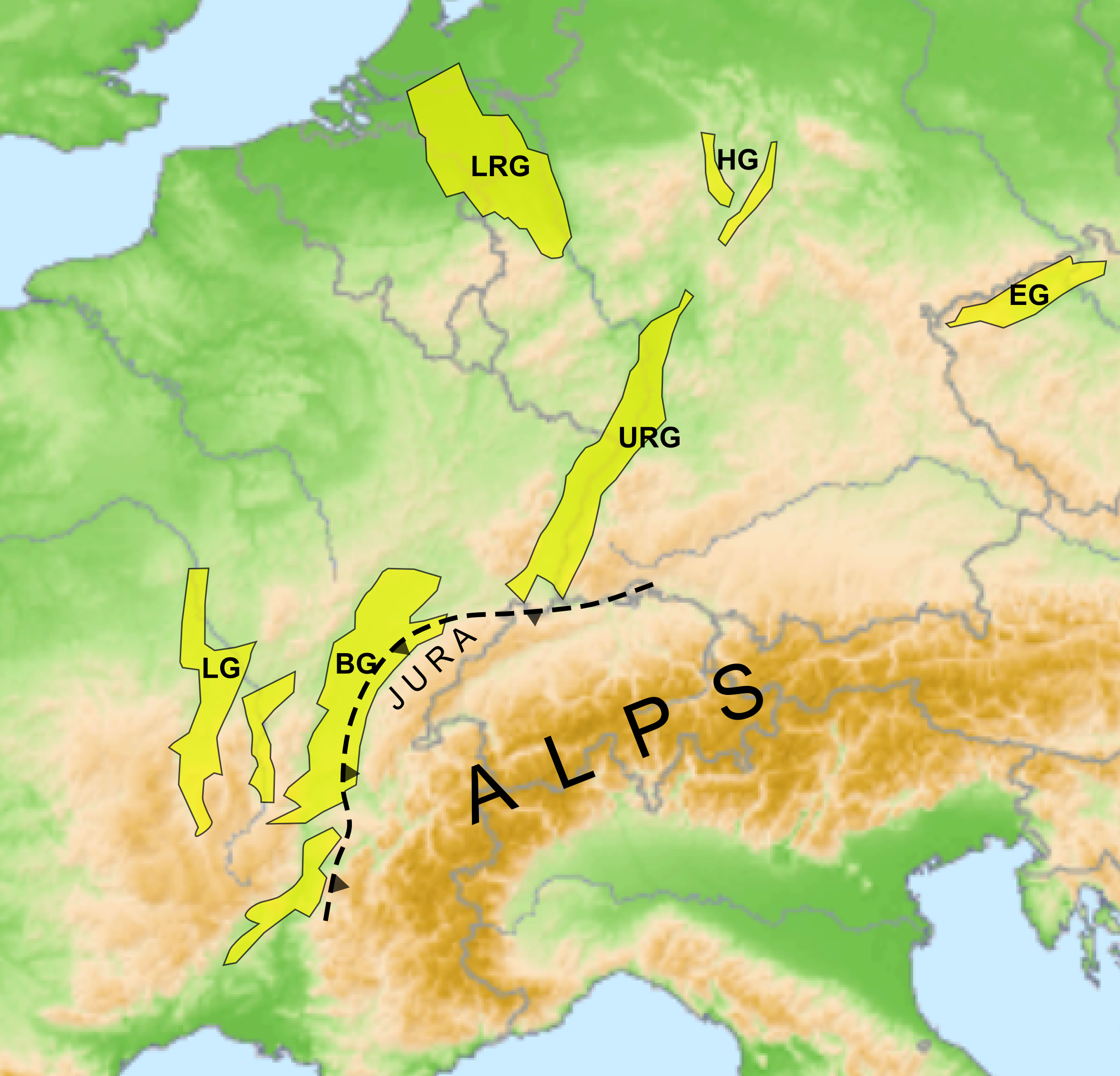
Carte montrant les principaux grabens du rift ouest-européen : LG=Graben de Limagne, BG=Bresse Graben, URG= Fossé rhénan, LRG=Lower Rhine Graben, HG=Hessian Grabens & EG=Eger Graben.

Le graben d'Ambert-Arlanc est un fossé d'effondrement du Massif central qui fait partie d'un système plus vaste, le rift ouest-européen, ensemble de grabens qui traverse l'Europe occidentale. Ces fossés orientés SSO-NNE se sont formés durant le Cénozoïque à l'avant de la chaîne alpine qui est spatialement et temporellement connectée au rift, une grande partie des grabens étant disposés concentriquement autour du front alpin. Au cours de ce rifting lent, les trois grands fossés parallèles du Massif central (le fossé de la Limagne, le fossé de Roanne-Montbrison et le fossé de la Bresse) et le bassin d'Arlanc sont envahis par un lac alimenté par un système d'écoulement fluviatile ou torrentiel d'escarpements de failles bordières.

### Hydrographie
Cours d'eau : la Dolore et la Dore.

### Climat
Pour des articles plus généraux, voir Climat d'Auvergne-Rhône-Alpes et Climat du Puy-de-Dôme.
En 2010, le climat de la commune est de type climat des marges montargnardes, selon une étude du Centre national de la recherche scientifique s'appuyant sur une série de données couvrant la période 1971-2000. En 2020, Météo-France publie une typologie des climats de la France métropolitaine dans laquelle la commune est exposée à un climat de montagne ou de marges de montagne et est dans la région climatique Nord-est du Massif Central, caractérisée par une pluviométrie annuelle de 800 à 1 200 mm, bien répartie dans l’année.
Pour la période 1971-2000, la température annuelle moyenne est de 9,8 °C, avec une amplitude thermique annuelle de 16,5 °C. Le cumul annuel moyen de précipitations est de 808 mm, avec 8,8 jours de précipitations en janvier et 7,3 jours en juillet. Pour la période 1991-2020, la température moyenne annuelle observée sur la station météorologique de Météo-France la plus proche, « Ambert », sur la commune d'Ambert à 15 km à vol d'oiseau, est de 10,1 °C et le cumul annuel moyen de précipitations est de 860,2 mm,. Pour l'avenir, les paramètres climatiques de la commune estimés pour 2050 selon différents scénarios d'émission de gaz à effet de serre sont consultables sur un site dédié publié par Météo-France en novembre 2022.

## Urbanisme

### Typologie
Au 1er janvier 2024, Arlanc est catégorisée commune rurale à habitat dispersé, selon la nouvelle grille communale de densité à sept niveaux définie par l'Insee en 2022.
Elle est située hors unité urbaine. Par ailleurs la commune fait partie de l'aire d'attraction d'Ambert, dont elle est une commune de la couronne,. Cette aire, qui regroupe 29 communes, est catégorisée dans les aires de moins de 50 000 habitants,.

### Occupation des sols
L'occupation des sols de la commune, telle qu'elle ressort de la base de données européenne d’occupation biophysique des sols Corine Land Cover (CLC), est marquée par l'importance des territoires agricoles (66,8 % en 2018), une proportion sensiblement équivalente à celle de 1990 (67,4 %). La répartition détaillée en 2018 est la suivante : zones agricoles hétérogènes (33,9 %), prairies (32,8 %), forêts (28,2 %), zones urbanisées (3,9 %), zones industrielles ou commerciales et réseaux de communication (1,1 %). L'évolution de l’occupation des sols de la commune et de ses infrastructures peut être observée sur les différentes représentations cartographiques du territoire : la carte de Cassini (XVIIIe siècle), la carte d'état-major (1820-1866) et les cartes ou photos aériennes de l'IGN pour la période actuelle (1950 à aujourd'hui).

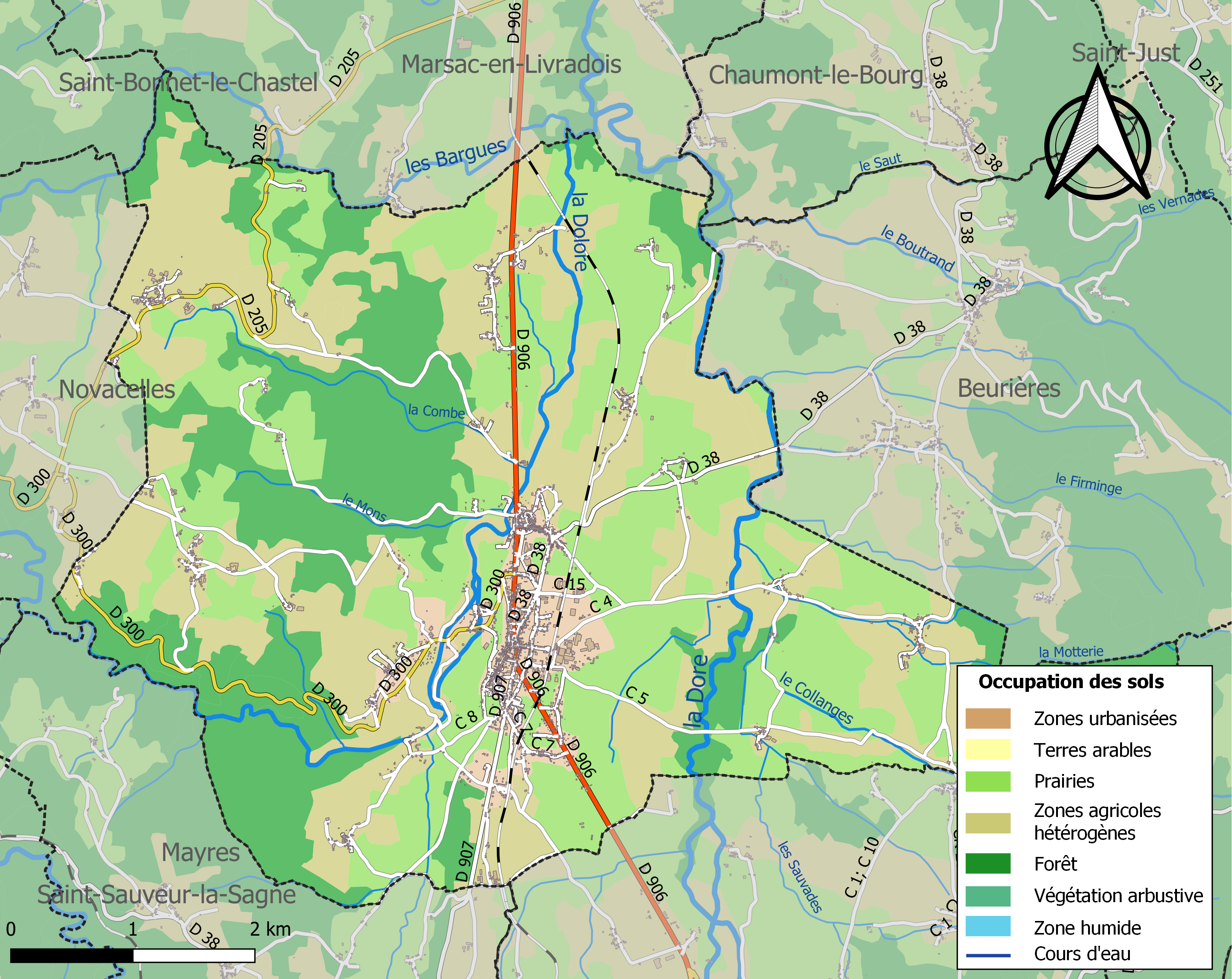
Carte des infrastructures et de l'occupation des sols de la commune en 2018 (CLC).

### Logement
En 2016, la commune comptait 1 354 logements, contre 1 316 en 2007. Parmi ces logements, 61,2 % étaient des résidences principales, 21,2 % des résidences secondaires et 17,7 % des logements vacants. Ces logements étaient pour 85,1 % d'entre eux des maisons individuelles et pour 14,6 % des appartements.
La proportion des résidences principales, propriétés de leurs occupants était de 70,7 %, en hausse sensible par rapport à 2011 (69,9 %). La part de logements HLM loués vides était de 4,6 % (contre 4,2 %).

### Voies de communication et transports

#### Voies routières

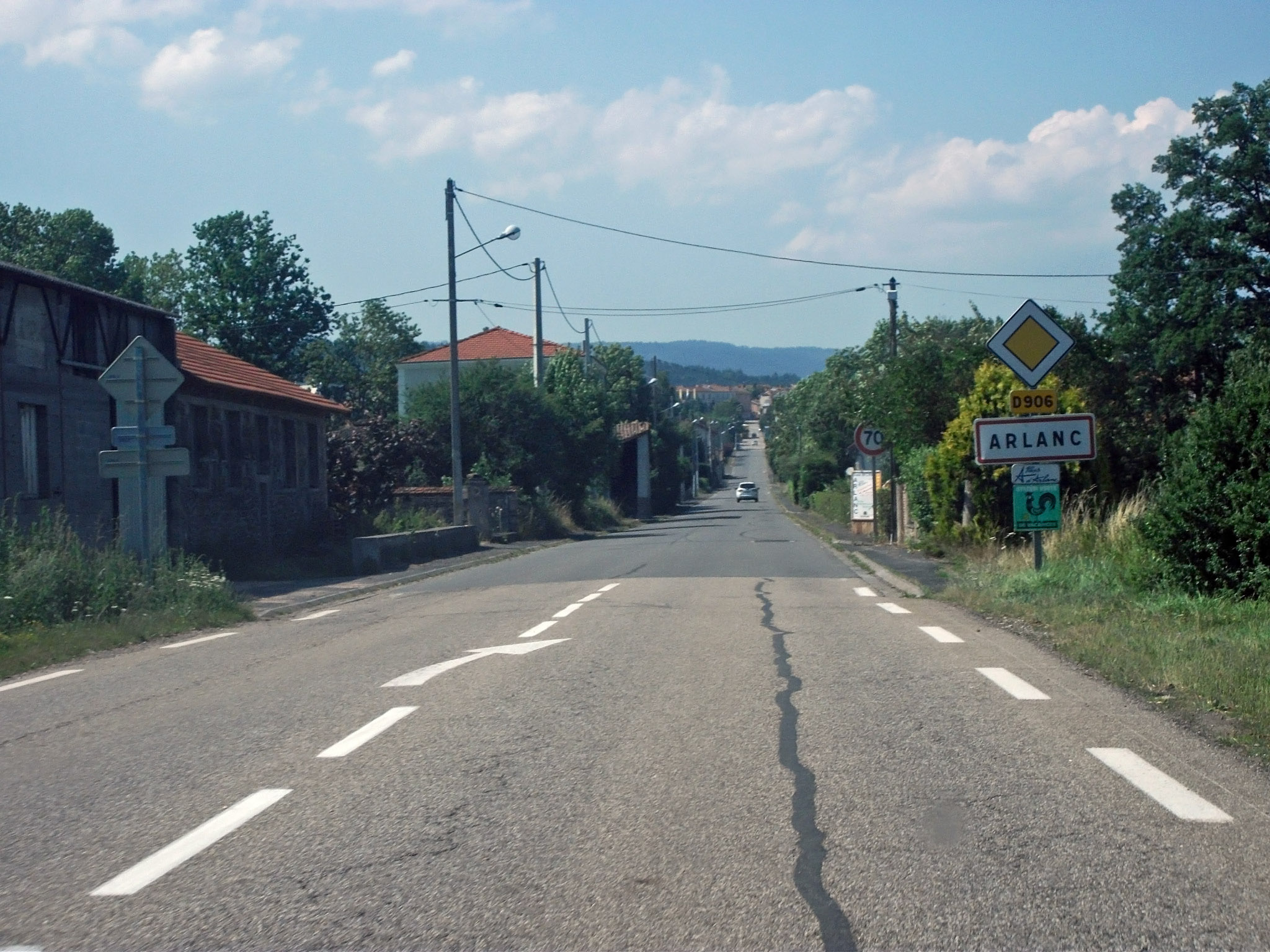
Entrée d'Arlanc par la D 906 en provenance du Puy-en-Velay et en direction d'Ambert, Thiers et Vichy.

Arlanc est située sur la route départementale 906 (axe Le Puy-en-Velay – Thiers – Vichy), à 13 km au nord de La Chaise-Dieu (Haute-Loire) et à 16 km au sud d'Ambert.
Il existe d'autres routes traversant Arlanc :
- la RD 38 (vers Beurières) — il existe aussi une RD 38a ;
- la RD 205 (axe passant au nord de la commune, en direction de Viverols) ;
- la RD 300, anciennement RD 999a ex-RN 499a, en direction de Saint-Germain-l'Herm ;
- la RD 907 (RN 106 d'origine vers La Chaise-Dieu via Le Procureur, lieu-dit de Mayres).

#### Ligne ferroviaire
Une gare est implantée depuis 1893 sur la ligne de Saint-Germain-des-Fossés à Darsac. Cette ligne n'est plus desservie par train voyageurs depuis 1980. Il est possible d’emprunter le train touristique AGRIVAP au départ de la gare.

#### Transport en commun
Arlanc est accessible par trois lignes interurbaines gérées par la région Auvergne-Rhône-Alpes :
| Réseau                  | Ligne | Tracé                                                       |
| ----------------------- | ----- | ----------------------------------------------------------- |
| Cars Région Puy-de-Dôme | P02   | Arlanc – Ambert – Thiers – Clermont-Ferrand (gare routière) |
| Cars Région Puy-de-Dôme | P03   | Vichy – Thiers – Ambert – Arlanc                            |
| Cars Région Haute-Loire | H27   | Ambert – La Chaise-Dieu – Le Puy-en-Velay                   |

## Histoire
En 1854, Arlanc n'avait pas encore l'eau courante. L'une des causes de l'épidémie de choléra de 1849 était la pollution de l'eau des pluies de la ville. Claude-Achille Chassaigne (1823-1895, maire d'Arlanc du 23 mars 1852 à 1878, puis de 1884 à 1888) se consacrera à cette vaste affaire, il fera voter des crédits et rechercher des sources. Les choses cependant traineront en longueur, puis arrivera la guerre de 1870 qui grèvera lourdement le budget de la mairie. Ce n'est qu'en 1878 que la réception des travaux pour l'eau courante aura enfin lieu.
Attaque retentissante de la gendarmerie d’Arlanc (Puy-de-Dôme) le 2 juin 1943, lorsque le maquis vient délivrer plusieurs réfractaires arrêtés, au prix de plusieurs morts des deux côtés.

## Politique et administration

### Découpage territorial
La commune d'Arlanc est membre de la communauté de communes Ambert Livradois Forez, un établissement public de coopération intercommunale (EPCI) à fiscalité propre créé le 1er janvier 2017 dont le siège est à Ambert.
Sur le plan administratif, elle est rattachée à l'arrondissement d'Ambert, à la circonscription administrative de l'État du Puy-de-Dôme et à la région Auvergne-Rhône-Alpes.
Sur le plan électoral, elle dépend du canton d'Ambert pour l'élection des conseillers départementaux, depuis le redécoupage cantonal de 2014 entré en vigueur en 2015, et de la cinquième circonscription du Puy-de-Dôme pour les élections législatives, depuis le dernier découpage électoral de 2010.

### Élections municipales et communautaires

#### Élections de 2020
Le conseil municipal d'Arlanc, commune de plus de 1 000 habitants, est élu au scrutin proportionnel de liste à deux tours (sans aucune modification possible de la liste), pour un mandat de six ans renouvelable. Compte tenu de la population communale, le nombre de sièges à pourvoir lors des élections municipales de 2020 est de 19. Les dix-neuf conseillers municipaux sont élus au premier tour avec un taux de participation de 53,30 %, se répartissant en : quinze sièges pour la liste du maire sortant Jean Savinel et quatre pour la liste de Valérie Prunier.
Les quatre sièges attribués à la commune au sein du conseil communautaire de la communauté de communes Ambert Livradois Forez se répartissent en : trois sièges pour la liste de Jean Savinel et un siège pour la liste de Valérie Prunier.

#### Chronologie des maires
| Période                                  | Période                   | Identité              | Étiquette | Qualité                                             |
| ---------------------------------------- | ------------------------- | --------------------- | --------- | --------------------------------------------------- |
| Les données manquantes sont à compléter. |                           |                       |           |                                                     |
|                                          |                           | Pierre-Jean Sabaterie |           |                                                     |
|                                          |                           |                       |           |                                                     |
| mars 2001                                | mars 2008                 | Baptiste Souche       | PS        | Conseiller général du canton d'Arlanc jusqu'en 2001 |
| mars 2008                                | En cours (au 4 juin 2020) | Jean Savinel          | DVG       | Artisan électricien                                 |

### Autres élections
Aux élections législatives de 2012, le député communiste André Chassaigne, élu dans la 5e circonscription, a obtenu 67,22 % des voix. 53,56 % des électeurs ont voté.
Jean Savinel s'est représenté aux élections municipales de 2014 sur l'unique liste. 57,77 % des électeurs (soit 792 sur 1 371 inscrits) ont voté.
Aux élections départementales de 2015, dans le canton d'Ambert, le binôme Valérie Prunier - Michel Sauvade, élu dans le canton, a recueilli 57,63 % des suffrages exprimés. 53,97 % des électeurs ont voté au second tour.

## Équipements et services publics

### Eau, assainissement et déchets
Une déchèterie est implantée sur le territoire communal.

### Enseignement
Arlanc dépend de l'académie de Clermont-Ferrand.
Les élèves commencent leur scolarité à l'école primaire (maternelle et élémentaire) de la commune. Ils la poursuivent au collège Jean-Auguste-Senèze, puis au lycée Blaise-Pascal d'Ambert pour les filières générales, ou à Thiers pour les filières technologiques STI2D (au lycée Jean-Zay) et STMG (au lycée Montdory).

## Population et société

### Démographie

#### Évolution démographique
Les habitants sont nommés les Arlancois
L'évolution du nombre d'habitants est connue à travers les recensements de la population effectués dans la commune depuis 1793. Pour les communes de moins de 10 000 habitants, une enquête de recensement portant sur toute la population est réalisée tous les cinq ans, les populations de référence des années intermédiaires étant quant à elles estimées par interpolation ou extrapolation. Pour la commune, le premier recensement exhaustif entrant dans le cadre du nouveau dispositif a été réalisé en 2004.

En 2022, la commune comptait 1 767 habitants, en évolution de −8,06 % par rapport à 2016 (Puy-de-Dôme : +2,1 %, France hors Mayotte : +2,11 %).
| 1793  | 1800  | 1806  | 1821  | 1831  | 1836  | 1841  | 1846  | 1851  |
| ----- | ----- | ----- | ----- | ----- | ----- | ----- | ----- | ----- |
| 3 409 | 3 345 | 3 427 | 3 406 | 3 567 | 4 198 | 4 390 | 4 350 | 4 228 |

| 1856  | 1861  | 1866  | 1872  | 1876  | 1881  | 1886  | 1891  | 1896  |
| ----- | ----- | ----- | ----- | ----- | ----- | ----- | ----- | ----- |
| 4 090 | 3 960 | 4 079 | 3 830 | 3 698 | 3 696 | 3 755 | 3 507 | 3 352 |

| 1901  | 1906  | 1911  | 1921  | 1926  | 1931  | 1936  | 1946  | 1954  |
| ----- | ----- | ----- | ----- | ----- | ----- | ----- | ----- | ----- |
| 3 247 | 3 362 | 3 129 | 2 813 | 2 839 | 2 811 | 2 719 | 2 619 | 2 577 |

| 1962  | 1968  | 1975  | 1982  | 1990  | 1999  | 2004  | 2006  | 2009  |
| ----- | ----- | ----- | ----- | ----- | ----- | ----- | ----- | ----- |
| 2 396 | 2 348 | 2 393 | 2 280 | 2 085 | 2 019 | 1 912 | 1 870 | 1 929 |

| 2014  | 2019  | 2022  | - | - | - | - | - | - |
| ----- | ----- | ----- | - | - | - | - | - | - |
| 1 917 | 1 817 | 1 767 | - | - | - | - | - | - |

#### Pyramide des âges
La population de la commune est relativement âgée.
En 2018, le taux de personnes d'un âge inférieur à 30 ans s'élève à 25,7 %, soit en dessous de la moyenne départementale (34,2 %). À l'inverse, le taux de personnes d'âge supérieur à 60 ans est de 38,3 % la même année, alors qu'il est de 27,9 % au niveau départemental.
En 2018, la commune comptait 873 hommes pour 981 femmes, soit un taux de 52,91 % de femmes, légèrement supérieur au taux départemental (51,59 %).
Les pyramides des âges de la commune et du département s'établissent comme suit.
| Hommes | Classe d’âge | Femmes |
| ------ | ------------ | ------ |
| 1,8    | 90 ou +      | 5,4    |
| 9,0    | 75-89 ans    | 15,1   |
| 23,2   | 60-74 ans    | 21,7   |
| 22,1   | 45-59 ans    | 19,8   |
| 16,6   | 30-44 ans    | 13,7   |
| 12,2   | 15-29 ans    | 10,9   |
| 15,1   | 0-14 ans     | 13,4   |

| Hommes | Classe d’âge | Femmes |
| ------ | ------------ | ------ |
| 0,7    | 90 ou +      | 2,1    |
| 7,4    | 75-89 ans    | 10,2   |
| 17,7   | 60-74 ans    | 18,6   |
| 20,2   | 45-59 ans    | 19,2   |
| 18,4   | 30-44 ans    | 17,4   |
| 18,6   | 15-29 ans    | 17,2   |
| 17     | 0-14 ans     | 15,3   |

### Sports
Le 14 juillet 2019, Arlanc était le lieu de passage (et du sprint intermédiaire) de la 9e étape du Tour de France 2019 reliant Saint-Étienne à Brioude.
Le 5 juin 2017, Arlanc était l'arrivée de la seconde étape du Criterium du Dauphiné dont le départ était Saint-Chamond, étape remportée par A DEMARE (Fr/FdJ) suivi de A KRISTOFF (Norv/KAT) et N BOUHANNI (Fr/COF).
L'équipe de pétanque d'Arlanc à remporté la Coupe de France 2022 à Rennes.

## Économie
La Renault Rodéo y a été conçue par les Ateliers de Construction du Livradois (ACL).

### Emploi
En 2016, la population âgée de quinze à soixante-quatre ans s'élevait à 1 123 personnes, parmi lesquelles on comptait 73,6 % d'actifs dont 62,7 % ayant un emploi et 10,9 % de chômeurs.
On comptait 908 emplois dans la zone d'emploi. Le nombre d'actifs ayant un emploi résidant dans la zone étant de 708, l'indicateur de concentration d'emploi s'élève à 128,3 %, ce qui signifie que la commune offre plus d'un emploi par habitant actif.
578 des 708 personnes âgées de quinze ans ou plus (soit 81,6 %) sont des salariés. 54,8 % des actifs travaillent dans la commune de résidence.

### Entreprises
Au 31 décembre 2017, Arlanc comptait 113 entreprises : 14 dans l'industrie, 28 dans la construction, 33 dans le commerce, le transport, l'hébergement et la restauration, 14 dans les services aux entreprises et 24 dans les services aux particuliers.
En outre, elle comptait 134 établissements.

### Tourisme
Au 1er janvier 2019, la commune comptait deux hôtels (un classé deux étoiles de sept chambres et un autre non classé de neuf chambres) ; un camping deux étoiles avec 59 emplacements, ainsi qu'un village vacances ou une maison familiale de 60 places lit.

## Culture locale et patrimoine

### Lieux et monuments

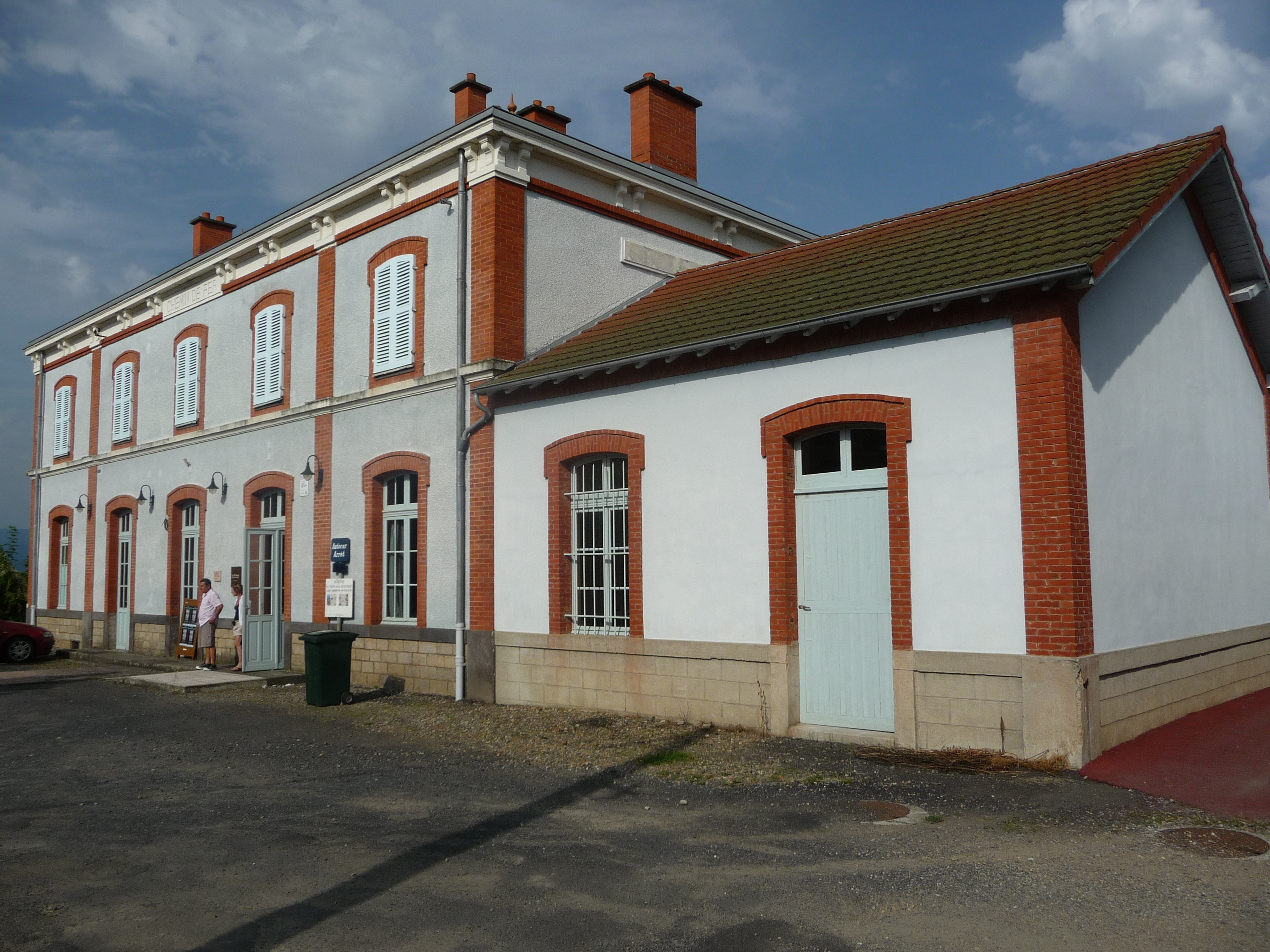
Gare d'Arlanc.

- Le château de Mons, dont les fondations datent du Moyen Âge (1049), a été reconstruit au XVIIe siècle puis rénové au XIXe siècle. Cette vaste demeure décorée dans le style italien est actuellement ouverte à la visite. Les propriétaires y présentent une collection d'estampes du XVe au XVIIIe siècle sous une forme pédagogique qui met en avant cet art majeur. Exposition permanente exceptionnelle de 120 « vues d'optique »[40] et de l'instrument permettant de les visualiser : le zograscope[41]. Inscrit MH.
- Jardin pour la Terre. Jardin de plus de six hectares, en forme de planisphère, le Jardin pour la terre permet d'effectuer un véritable tour du monde sur les traces des grands explorateurs. 2 000 variétés et 700 espèces de plantes sont restituées sur leur continent d'origine.
- Musée de la dentelle à la main, dans les caves voûtées de l'hôtel de ville.
- Église Saint-Pierre XIIe siècle[42].
- Église paroissiale (construction étalée de 1890 à 1925). Répertoriée par les Monuments historiques en 1988, sans être protégée.
- Chapelle Saint-Jean-François-Régis (lieu-dit Moranges), construite à une date inconnue après 1836. Non protégée[43].
- Chapelle (lieu-dit Cours), construite à une date inconnue après 1836. Non protégée.
- Chapelle Saint-Roch (lieu-dit Chassaignes Hautes), construite à une date inconnue après 1836. Non protégée.
- Chapelle Saint-Jacques (lieu-dit la Bosdonie), construite à une date inconnue après 1836. Non protégée[44].
- Chapelle Saint-Pierre (lieu-dit Chassaignes Basses), construite en 1856. Non protégée[45].
- Gare d'Arlanc

### Personnalités liées à la commune
- Étienne de Vissac, seigneur d'Arlanc et de Vissac, fut chancelier de France.
- Jacques de Tournon, seigneur d'Arlanc, frère du cardinal de Tournon, fut page de François Ier.
- François Vignon (ca 1549-ca 1624), conseiller et secrétaire de la chambre du Roi et de la Reine mère, lieutenant général au bailliage et mandement d'Arlanc.
- Camille d'Hostun, maréchal de France, a été baron d'Arlanc.
- Antoinette Micolon est née le 16 mars 1592 au château des Escures, paroisse de Monestier, près d'Ambert. D'une ancienne bourgeoisie d'Ambert (riche famille de papetiers), elle se fit religieuse sous le nom de sœur Colombe du Saint Esprit. En 1614, la mère Antoinette Micolon fonde le monastère d’Ambert et l’agrège à l’Ordre des Ursulines. Comme toutes les maisons d’Ursulines en France, il est voué uniquement à l’éducation des jeunes filles. Elle contribua également à la fondation de ceux de Clermont, d'Arlanc, de Tulle, de Beaulieu, d'Espalion. Elle est connue comme la Première Ursuline d'Auvergne. Elle est morte au couvent des ursulines d'Arlanc. Elle fut réputée sainte en 1659. Ouvrage publié par la mère Micolon : Exercice quotidien contenant la manière et la méthode de faire toutes les choses spirituelles (Tulle, 1626, in12).
- Pierre Boyer, né le 12 octobre 1677 à Arlanc, mort le 18 janvier 1755 à Vincennes ; oratorien, auteur janséniste, figure charismatique des Appelans et Convultionnaires hostiles à la bulle Unigenitus de 1713.
- Toussaint Bravard (1808-1871), homme politique, député à l'Assemblée Constituante pour le Puy-de-Dôme.
- Pierre-Jean Sabaterie (1855-1930), maire d'Arlanc, député (1902-1909) puis sénateur (1909-1930) du Puy-de-Dôme.
- Maurice Faucon (1858-1907), poète.
- Antoine Jarleton a, aux alentours de 1925, été agent voyer à Arlanc et a alors fait la première adduction d'eau. Il a ensuite été maire adjoint d'Arlanc dans les années 1950 et a entre autres réalisé le plan d'eau.
- Jean Marotte a été instituteur, puis directeur du groupe scolaire. Une "rue" porte son nom.

### Héraldique
| Blason de Arlanc | Blason  | Gironné d'or et d'azur de dix pièces. |
| Blason de Arlanc | Détails | Le blason actuel d'Arlanc, fut attribué à la communauté des marchands de la ville, sous Louis XIV, en 1696, par une commission royale qui imposait de façon systématique des armoiries lorsque les confréries en étaient dépourvues. C'était une autre manière déguisée de faire rentrer de l'or dans les caisses du trésor royal. Il se blasonne ainsi : « Gironné d'azur et d'or ». Pour apporter quelques précisions supplémentaires, le gironné est une découpe, en huit parties triangulaires égales entre elles, à émaux alternés. Le motif en demi-cercle qui orne la partie supérieure du blason signifie qu'une partie de la ville d'Arlanc était fortifiée. |

## Archives
- Registres paroissiaux et d'état civil depuis : 1570 (mairie et archives départementales)
- Dépouillements généalogiques effectués par l'AGPA :
  - Baptêmes : de 1570 à 1666
  - Mariages : de 1690 à 1808
  - Baptêmes, sépultures : de 1690 à 1789
- Délibérations municipales depuis :